# Tribalus endroedyi
Tribalus endroedyi är en skalbaggsart som beskrevs av Vienna 1993. Tribalus endroedyi ingår i släktet Tribalus och familjen stumpbaggar. Inga underarter finns listade i Catalogue of Life.